# Bouclier (1911)
Bouclier – francuski niszczyciel z okresu I wojny światowej, jedna z 12 zbudowanych jednostek typu Bouclier. Okręt wypierał 790 ton, a jego główne uzbrojenie stanowiły dwa działa kalibru 100 mm wsparte lżejszą artylerią oraz bronią torpedową. Napędzana turbinami parowymi jednostka rozwijała prędkość 31 węzłów, osiągając zasięg 1200–1400 Mm przy prędkości 12–14 węzłów.
„Bouclier” został zwodowany 29 czerwca 1911 roku w stoczni Chantiers et Ateliers Augustin Normand w Hawrze, a w skład Marine nationale wcielono go 10 stycznia 1912 roku. Okręt początkowo służył na Morzu Śródziemnym, a od 1916 roku na Morzu Północnym. 21 marca 1918 roku wspólnie z siostrzanym niszczycielem „Capitaine Mehl” zatopił niemiecki torpedowiec SMS A 7. W 1932 roku nazwę niszczyciela zmieniono na „Bouclier II”. Jednostkę wycofano ze służby 15 lutego 1933 roku, po czym została złomowana.

## Projekt i budowa
Po zbudowaniu serii niszczycieli (fr. contre-torpilleur d’escadre) „450-tonowych” (typu Spahi, Voltigeur i Chasseur) dowództwo floty podjęło działania w celu pozyskania większych okrętów. W 1907 roku Rada Najwyższa Floty postanowiła, że do 1919 roku zostaną zbudowane 63 nowe jednostki tej klasy, co oznaczało wodowanie sześciu–siedmiu okrętów rocznie. Powiększenie wyporności pozwalało na zamontowanie silniejszego niż stosowanego dotychczas uzbrojenia, zainstalowanie siłowni o większej mocy i zwiększenie dzielności morskiej, co miało umożliwić towarzyszenie siłom głównym w trudnych warunkach atmosferycznych. 28 kwietnia 1908 roku do Dowództwa Generalnego Marynarki Wojennej wpłynęło memorandum dyrektora ds. budowy okrętów Dudeboisa, w którym postulował on powiększenie wyporności nowo projektowanych niszczycieli co najmniej do 500–600 ton, podwyższenie pokładu dziobowego oraz wzmocnienie uzbrojenia z dotychczasowych sześciu dział kalibru 65 mm do dwóch–trzech dział kalibru 75–100 mm i czterech dział kalibru 65 mm. Jeśli chodzi o uzbrojenie torpedowe, to według początkowych założeń okręty miały mieć stałą wyrzutnię dziobową i dwa podwójne obracalne aparaty torpedowe na pokładzie. Ostatecznie wybrano wariant uzbrojenia z dwoma działami kalibru 100 mm i czterema kalibru 65 mm oraz czterema wyrzutniami torped w dwóch podwójnych aparatach. Niszczyciele miały być napędzane turbinami parowymi zasilanymi przez kotły opalane paliwem płynnym, co miało się przekładać na osiągnięcie podczas prób prędkości 31 węzłów. 31 maja 1908 roku służba techniczna budowy okrętów, kierowana przez inż. Lhomme, wysłała do zainteresowanych stoczni dokument z ogólną specyfikacją, którą musiały spełniać nowe okręty, dając konstruktorom pełną swobodę jeśli chodzi o realizację projektów. 
Projektantem przyszłego „Boucliera” został emerytowany inżynier marynarki Fernand Fenot we współpracy z Émilem Galaudetem, pracującym na zlecenie stoczni Chantiers et Ateliers Augustin Normand w Hawrze. W porównaniu do innych projektów stworzonych przez Maxime’a Laubeufa i Auguste’a Rateau, pracujących na zlecenie stoczni Ateliers et chantiers de Bretagne charakteryzował się on znacznie większą prędkością i lepszą dzielnością morską.
Niszczyciel został zamówiony przez marynarkę w stoczni Chantiers et Ateliers Augustin Normand 25 listopada 1908 roku, będąc pierwszą jednostką typu Bouclier zbudowaną w tej wytwórni. Budowa sfinansowana została z budżetu marynarki na rok 1908, przedłożonego 11 maja i zatwierdzonego 31 grudnia 1907 roku. Stępkę okrętu położono w 1909 roku, a zwodowany został 29 czerwca 1911 roku. 23 sierpnia 1911 roku „Bouclier” został przekazany marynarce i poddany w Cherbourgu próbom morskim. Ich oficjalny program obejmował pomiar liczby obrotów śrub przy prędkości 14 węzłów i przy prędkości maksymalnej, określenie zużycia paliwa przy prędkości 14 węzłów, pomiar prędkości maksymalnej podczas próby 6-godzinnej, sprawdzenie funkcjonowania wszystkich mechanizmów okrętowych oraz uzbrojenia artyleryjskiego i torpedowego. 31 sierpnia na mili pomiarowej okręt osiągnął średnią prędkość ponad 33 węzły, a 18 września podczas próby 6-godzinnej przy wyporności 660,44 tony rozwinął prędkość 35,339 węzła. Podczas ośmiogodzinnych prób zużycia paliwa przy prędkości 14 węzłów kotły spalały 868 kg paliwa na godzinę pracy, co przekładało się na zasięg wynoszący 1170 Mm. Czas od chwili rozpoczęcia procedury uruchomienia kotłów do wyjścia w morze wynosił trzy godziny.

## Dane taktyczno-techniczne

### Charakterystyka ogólna
Okręt był niszczycielem ze zbudowanym ze stali kadłubem z podwyższonym pokładem dziobowym, sięgającym średnio 4,5 metra ponad wodnicę i mającym niewielki spadek. Konstrukcja kadłuba oparta była na kilu wewnętrznym, czterech wzdłużnikach i wręgach, numerowanych od rufy. Blachy poszycia zewnętrznego miały grubość od 4 do 8 mm, a do stępki przymocowany był drewniany zewnętrzny kil. Stewa dziobowa była prawie prosta, z gładką krzywizną u dołu, rufa zaś miała wyraźny nawis. Okręt miał jeden ciągły pokład górny, na którym znajdowały się dwie nadbudówki: dziobowa i rufowa. Wysokość wolnej burty na śródokręciu wynosiła 2 metry.
Kadłub podzielony był za pomocą pięciu głównych grodzi na przedziały wodoszczelne, dochodzące do wysokości górnego pokładu, wydzielające kotłownie dziobową i rufową, przedziały turbinowe, skrajnik dziobowy z taranem oraz skrajnik rufowy. Prócz tego istniały dwie dodatkowe grodzie, umieszczone w dziobowej i rufowej części kadłuba, a w kadłubie znajdowała się pokaźna liczba małych przedziałów wodoszczelnych wydzielonych lekkimi grodziami. W części dziobowej pokładu dolnego znajdowały się: magazyny żywności, wina i wody, prochu czarnego, amunicji artyleryjskiej oraz komory łańcuchowe i zbiornik paliwa, zajmujący cała szerokość kadłuba; w części rufowej znalazły się natomiast oficerskie magazyny żywności, amunicji artyleryjskiej i głowic torpedowych oraz zbiornik paliwa. Na pokładzie górnym pod pokładem dziobowym znajdowały się: kubryk załogi, pomieszczenia gospodarcze, kambuzy, umywalnie i toalety; kubryk załogi oraz kambuz mieściły się także w nadbudówce dziobowej, a kubryk podoficerów oraz kabiny oficerów i dowódcy znajdowały się w nadbudówce rufowej. Na końcu pokładu dziobowego znajdował się niski pomost bojowy ze sterówką oraz platforma reflektorów, a nadbudówkę rufową zajmowały pomieszczenia radiostacji, pisarza i toalety oficerskie. Na okręcie zainstalowano dwa maszty: główny, usytuowany za pomostem (o wysokości 21 metrów) i znacznie niższy drugi, znajdujący się na nadbudówce rufowej.
Długość całkowita okrętu wynosiła 72,32 metra (71,2 metra między pionami, szerokość całkowita 7,814 metra (7,52–7,57 metra na wodnicy) i maksymalne zanurzenie rufy 3,1135 metra (projektowane 2,8196 metra, realne 2,98 metra). Wyporność projektowa wynosiła 709,285 tony, a normalna 790 ton.
Załoga okrętu składała się zazwyczaj z 5–6 oficerów oraz 75–77 podoficerów i marynarzy.

### Urządzenia napędowe
Siłownia jednostki składała się z trzech turbin parowych systemu Parsonsa produkcji zakładów Compagnie Électro-Mécanique z Le Bourget, pracujących na trzy linie wałów zakończonych trójłopatowymi śrubami napędowymi o średnicy 1,6 metra i skoku 1,5 metra. Zespół turbin składał się z turbiny wysokiego ciśnienia, podłączonej do wewnętrznego wału napędowego, dwóch turbin niskiego ciśnienia, poruszających wały zewnętrzne i zasilaną z turbiny wysokiego ciśnienia turbiny marszowej, która była połączona z prawoburtową linią wałów. Parę dostarczały cztery kotły wodnorurkowe Normand-Sigaudy o ciśnieniu roboczym 16 kG/cm², z których każdy miał po 12 palników. Spaliny odprowadzane były do czterech wysokich, zgrupowanych w pary kominów.
Maszyny osiągały łączną projektowaną moc 13 000 KM, co pozwalało na osiągnięcie prędkości maksymalnej co najmniej 31 węzłów przez sześć godzin. Zapas paliwa płynnego wynosił od 120 do 160 ton, co zapewniało zasięg wynoszący 1200–1400 Mm przy prędkości 12–14 węzłów . „Bouclier” był najszybszy z wszystkich niszczycieli swojego typu, osiągając na próbach największą prędkość 35,53 węzła.
Energia elektryczna wytwarzana była przez umieszczone w maszynowniach dwie prądnice o napędzie parowym. Na rufie znajdował się pojedynczy, zrównoważony ster, poruszany za pomocą parowej maszyny sterowej umiejscowionej na pokładzie głównym pod nadbudówką dziobową. Sterowanie okrętem odbywało się ze sterówki głównego pomostu bojowego, jak też pomostu rufowego (oba wyposażone były również w kompasy).

### Uzbrojenie i jego modyfikacje
Głównym uzbrojeniem artyleryjskim okrętu były dwa pojedyncze działa kalibru 100 mm M1893 L/45, umieszczone po jednym na dziobie i na nadbudówce rufowej. Długość działa wynosiła 4646,5 mm, a długość lufy 4500 mm; masa działa wynosiła 1700 kg, a masa osłony 28,5 kg. Armaty wykorzystywały amunicję rozdzielnego ładowania – pociski o masie 14,16 kg i umieszczone w metalowej łusce ładunki miotające o masie 3,7 kg. Maksymalna donośność wystrzeliwanego z prędkością początkową 740 m/s pocisku wynosiła 11 800 metrów, a szybkostrzelność 5–7 strzałów na minutę. Kąt ostrzału wynosił 240° dla działa dziobowego i 267° dla rufowego, a zapas amunicji 240-250 pocisków na lufę.
Artylerię drugiego kalibru stanowiły cztery pojedyncze działa kalibru 65 mm M1902 L/50, umieszczone parami na górnym pokładzie za pokładem dziobowym i obok nadbudówki rufowej. Długość działa wynosiła 3450 mm, a długość lufy 3250 mm; masa działa wynosiła 594 kg. Masa pocisku wynosiła 4 kg, a masa ładunku miotającego 1,425 kg. Maksymalna donośność wystrzeliwanego z prędkością początkową 870 m/s pocisku wynosiła 9000 metrów, a szybkostrzelność od 12 do 18 strzałów na minutę. Kąt podniesienia lufy wynosił od -16 do +20°, kąt ostrzału pary dział dziobowych 143° (rufowych 163°), a zapas amunicji 346 pocisków na lufę.
Magazyny amunicyjne dział wyposażone były w system zraszania i zalewania, a dostarczanie amunicji odbywało się za pomocą dwóch podnośników napędzanych silnikami elektrycznymi (o napięciu 78 V i natężeniu 30 A), z rezerwowym napędem ręcznym. Dane do strzelania uzyskiwano za pomocą systemu hydraulicznego Germaina.
Niszczyciel wyposażono w cztery nadwodne wyrzutnie torped kalibru 450 mm, umieszczone w dwóch podwójnych aparatach usytuowanych na górnym pokładzie na obu burtach między kominami a nadbudówką rufową. Masa aparatu wyrzutni wynosiła 1558 kg, a kąty naprowadzania po 45° w każdą stronę trawersu. Używano przeważnie torped M1909R, których łączny zapas wynosił sześć sztuk. Długość torpedy wynosiła 5,25 metra, a jej masa 710 kg (w tym głowica bojowa 110 kg). Pojemność zbiornika powietrza wynosiła 322 dm³, a jego ciśnienie 150 kG/cm². Zasięg dochodził do 2000 metrów przy prędkości 34 węzłów i 3000 metrów przy 30 węzłach.
W trakcie wojny uzbrojenie niszczyciela powiększyło się o pojedyncze działo przeciwlotnicze kalibru 75 mm oraz dwa karabiny maszynowe St Etienne kalibru 8 mm, a na pokład zabierano 8–10 bomb głębinowych systemu Guirauda.

### Wyposażenie
Na okręcie zamontowano jeden reflektor o średnicy 60 cm, umieszczony na platformie pomostu bojowego. Niszczyciel wyposażony był w dwie kotwice admiralicji, umieszczone na obu burtach na specjalnych platformach kotwicznych i podnoszone zamontowaną na dziobie wciągarką z napędem parowym oraz ręcznym. Do łączności wewnętrznej służyło co najmniej 10 głównych linii rur głosowych, prowadzących do poszczególnych stanowisk i pomieszczeń. Jako środki ratownicze i komunikacyjne na okręcie znajdowały się: 7-metrowy ponton, 7-metrowy welbot, 4-metrowy jol oraz dwie szalupy Burtona.

## Służba
„Bouclier” został wcielony do służby w Marine nationale 10 stycznia 1912 roku. Jednostka otrzymała numer identyfikacyjny M71 i znak burtowy „B”. Następnie okręt wyszedł z Cherbourga w rejs na Morze Śródziemne, zawijając po drodze do Brestu (od 5 do 14 stycznia) i Oranu (między 18 a 24 stycznia), docierając 26 stycznia do Tulonu; po przybyciu „Bouclier” został przyporządkowany do 1. dywizjonu niszczycieli. 1 maja „Bouclier” został wyłączony ze struktury 1. dywizjonu niszczycieli i stał się okrętem flagowym Dywizji Torpedowej 1. Armii Morskiej, pod dowództwem komandora (fr. capitaine de vaisseau) Ronarcha.
Między 21 a 23 kwietnia 1913 roku „Bouclier” na czele 1. i 5. dywizjonu niszczycieli wraz z pancernikami „Condorcet”, „Danton”, „Mirabeau”, „Vergniaud” i „Voltaire” wziął udział w ćwiczeniach floty, a 30 czerwca razem z siostrzanym „Faulx” i „Mirabeau” udał się pod Vacca na strzelanie. 26 grudnia o godzinie 11:00 w Tulonie z niszczycielem zderzył się lądujący wodnosamolot pilotowany przez kpt. mar. Destreniego, uszkadzając skrzydła.
1 sierpnia 1914 roku, tuż przed wybuchem I wojny światowej, „Bouclier” był nadal okrętem flagowym Dywizji Torpedowej 1. Armii Morskiej, w skład której wchodziły: 1. dywizjon niszczycieli („Boutefeu”, „Casque”, „Dague”, „Faulx”, „Fourche” i „Mangini”) oraz 6. dywizjon niszczycieli („Bisson”, „Cimeterre”, „Commandant Bory”, „Commandant Rivière”, „Magon”, „Protet” i „Renaudin”).

### I wojna światowa

#### 1914 rok
16 sierpnia 1914 roku „Bouclier” wziął udział w pościgu za austro-węgierskim niszczycielem SMS „Ulan”, oddając z odległości 9000 metrów w jego kierunku cztery niecelne strzały z dziobowego działa kalibru 100 mm. Między 18 a 19 sierpnia „Bouclier” na czele niszczycieli 1. dywizjonu osłaniał na trasie z San Giovanni di Medua na Maltę uszkodzoną w kolizji z niszczycielem „Cavalier” jego siostrzaną jednostkę – „Fantassin”. 5 września niszczyciel przybył do San Giovanni di Medua, skąd zabrał do Antivari następcę tronu Czarnogóry księcia Daniela i księżną. Od października do grudnia „Bouclier” oraz niszczyciele 1. i 6. dywizjonu eskortowały konwoje dostarczające zaopatrzenie Czarnogórze.

#### 1915 rok
W styczniu i lutym 1915 roku okręt nadal pełnił służbę konwojową na Adriatyku. W drugiej połowie marca „Bouclier” wyszedł z Navarino, by razem z krążownikiem pancernym „Jules Ferry” oraz niszczycielami „Fantassin” i „Téméraire” osłaniać uszkodzony podczas kampanii dardanelskiej pancernik „Gaulois” podczas rejsu do Navarino. 4 kwietnia „Bouclier”, „Aventurier” i „Téméraire” wraz z innymi niszczycielami eskortowały zmierzający do portu w Antivari transportowiec „Whitehead”. 28 kwietnia „Bouclier” oraz niszczyciele 1. i 6. dywizjonu wypłynęły z misją ratowniczą w rejon zatonięcia krążownika pancernego „Léon Gambetta”, powracając do Navarino dwa dni później.
Między 6 a 26 maja okręt przeszedł na Malcie remont stoczniowy. 26 maja niszczyciele „Bouclier”, „Commandant Bory”, „Magon” i „Protet” wyszły z Malty w rejs do Tarentu, eskortując brytyjskie pancerniki HMS „Implacable”, HMS „London”, HMS „Prince of Wales” i HMS „Queen”. 29 maja „Bouclier”, „Commandant Bory” i „Magon” przeszły do Brindisi. Od 10 lipca niszczyciele „Bouclier”, „Bisson”, „Commandant Rivière” i „Magon” oraz włoski krążownik „Marsala” uczestniczyły w zabezpieczeniu operacji opanowania wyspy Pelagosa, bombardując austro-węgierską bazę lotniczą na wyspie Lagosta. 18 lipca niszczyciele „Bouclier”, „Bisson”, „Commandant Bory”, „Commandant Rivière”, „Magon” i „Protet” wykonały ostrzał celów wojskowych i stacji kolejowej w porcie Ragusa. Pięć dni później „Bouclier”, „Bisson”, „Commandant Rivière” i „Magon” wraz z krążownikiem „Marsala” wyszły z Brindisi na patrol pod Pelagosę, a wracając do bazy zwinęły na krótko do Barletty. 18 sierpnia „Bouclier” wraz z niszczycielami 6. dywizjonu, osłaniane przez krążowniki „Quarto” i HMS „Bristol”, uczestniczyły w ewakuacji wojsk włoskich z Pelagosy.
W grudniu francuskie siły eskortowe bazujące w Brindisi zostały wzmocnione do rozmiarów flotylli, która składała się z dwóch dywizjonów liczących łącznie 12 niszczycieli. „Bouclier” należał do 2. dywizjonu, w skład którego wchodziły także „Commandant Rivière” (flagowy), „Aspirant Herber”, „Commandant Bory”, „Mameluk” i „Spahi”. W dniach 16–17 grudnia „Bouclier” wraz z czterema włoskimi niszczycielami wchodził w skład zespołu składającego się z krążowników HMS „Weymouth” i „Nino Bixio”, którego zadaniem była eskorta transportowca przewożącego 350 ton ładunku do San Giovanni di Medua. W związku z dużym zagrożeniem minowym okręt został wyposażony w trały i podczas rejsów eskortowych często pełnił funkcję trałowca. 21 grudnia „Bouclier” wraz z „Aspirantem Herbertem” eskortowały na trasie z Bizerty do Valony włoskie krążowniki pancerne „Francesco Ferruccio” i „Varese”, na pokładach których znajdowała się delegacja dowództwa alianckiego na spotkanie z królem serbskim, podczas którego omawiano plany ewakuacji wojsk serbskich.

#### 1916 rok
25 stycznia 1916 roku „Bouclier” i eskortowany przez niego włoski krążownik pancernopokładowy „Puglia” u wybrzeży Albanii wdały się w nierozstrzygniętą wymianę ognia z austro-węgierskim szybkim krążownikiem SMS „Novara”. 6 lutego w Cieśninie Otranto niszczyciel wraz z krążownikiem HMS „Weymouth” wykryły i zmusiły do odwrotu zespół okrętów przeciwnika, złożony z szybkiego krążownika SMS „Helgoland”, niszczyciela SMS „Wildfang” i torpedowców SM Tb 74 T, SM Tb 78 T, SM Tb 80 T, SM Tb 83 F, SM Tb 87 F i SM Tb 88 F. 15 kwietnia „Bouclier” był okrętem flagowym składającej się z dwóch dywizjonów 1. Flotylli niszczycieli w Brindisi, w skład której wchodziły „Boutefeu”, „Casque”, „Faulx”, „Fourche” i „Mangini” (1 dywizjon) oraz „Bisson”, „Commandant Bory”, „Commandant Lucas”, „Commandant Rivière”, „Magon” i „Protet” (6 dywizjon). W czerwcu, wobec wzmocnienia przez Niemców sił bazujących we Flandrii, „Bouclier” został skierowany na Morze Północne, docierając na miejsce przeznaczenia 23 lipca.

#### 1917 rok
W nocy z 24 na 25 kwietnia 1917 roku przebywające w pobliżu Dunkierki niszczyciele „Bouclier” i „Magon” oraz brytyjski monitor HMS „Lord Clive” nie zdołały zapobiec ostrzałowi portu przez niemieckie torpedowce SMS A 39, SMS A 40, SMS A 42 i SMS A 45. 20 maja niszczyciele „Bouclier” (dowodzony przez kpt. mar. (fr. lieutenant de vaisseau) Bijota), „Capitaine Mehl”, „Enseigne Roux” i „Magon” natknęły się pod Nieuwpoort na okręty wroga. Płynący jako ostatni w szyku „Bouclier” o godzinie 01:02 otworzył ogień w kierunku jednostek przeciwnika, które po oświetleniu niszczyciela światłem reflektorów odpowiedziały silnym ostrzałem, w wyniku którego okręt został trafiony w śródokręcie między wyrzutniami torped oraz w pomost rufowy, a chwilę później w mostek, co spowodowało śmierć dowódcy i dziewięciu załogantów. Dowodzenie przejął ciężko ranny por. mar. (fr. enseigne de vaisseau) Peyronnet, któremu udało się oderwać od nieprzyjaciela i powrócić do Dunkierki. Okręt trafił do Cherbourga na remont, który zakończył się w połowie sierpnia. Po jego zakończeniu powrócił do służby, a 18 września znów powrócił do stoczni po kolizji z niszczycielem „Magon”. 17 października okręt uczestniczył w ostrzale Ostendy. 8 grudnia „Bouclier” wypłynął w rejs do Dieppe, napotykając o godzinie 18:50 płynącego na powierzchni U-Boota. Po próbie staranowania załoga niszczyciela rozpoczęła atak bombami głębinowymi, przerwany po eksplozji drugiej zrzucanej bomby na pokładzie „Boucliera”, co spowodowało śmierć ośmiu członków załogi.

#### 1918 rok
21 marca 1918 roku okręt uczestniczył w odparciu ataku niemieckich niszczycieli i torpedowców na Dunkierkę. Większości napastników udało się ujść pościgowi stacjonujących w porcie niszczycieli (oprócz „Boucliera” były to: francuskie „Capitaine Mehl”, „Magon” i „Obusier” oraz brytyjskie HMS „Botha” i HMS „Morris”), lecz „Bouclier” i „Capitaine Mehl” (mimo kolizji między nimi na początku bitwy) zatopiły torpedowiec SMS A 7, natomiast HMS „Botha” zatopił po ostrzelaniu i staranowaniu torpedowiec SMS A 19. W okresie od 23 kwietnia do 14 października „Bouclier” i „Obusier” uczestniczyły w zabezpieczeniu ostrzału Zeebrugge i Ostendy przez brytyjskie monitory. Okręt pozostał na Morzu Północnym do czasu zakończenia wojny.

### Służba powojenna
W 1919 roku za wojenne osiągnięcia okręt został odznaczony Krzyżem Wojennym. Na początku 1920 roku „Bouclier”, „Capitaine Mehl” i „Enseigne Roux” udały się na Morze Śródziemne, wchodząc w skład 1. dywizjonu niszczycieli. 26 czerwca 1922 roku podczas wychodzenia z portu w Tulonie dowodzony przez kmdra ppor. (fr. capitaine de corvette) De Nantesa niszczyciel uderzył z prędkością 14 węzłów w zakotwiczony pancernik „Paris”, rozdzierając mu burtę na długości dwóch metrów i doszczętnie niszcząc własny dziób; oba okręty trafiły do naprawy, a na ich pokładach nikt nie ucierpiał. W dniach 27 i 28 maja 1923 roku „Bouclier” wraz z pancernikami „Bretagne”, „Courbet” i „Jean Bart”, niszczycielami „Amiral Sénès”, „Casque”, „Cimeterre”, „Commandant Bory”, „Francis Garnier”, „Mangini” i „Matelot Leblanc” oraz okrętami podwodnymi „Fulton”, „Joessel”, „Néréïde” i „Jean Autric” odwiedził Algier. Według stanu na początek listopada 1925 roku „Bouclier”, „Bisson”, „Enseigne Roux” i „Mangini” znajdowały się w składzie 3. dywizjonu niszczycieli. Pod koniec 1925 roku okręt wziął udział w ataku sił francuskich i hiszpańskich na Republikę Rifu. 1 marca 1927 roku „Bouclier” został jednostką szkolną Szkoły Mechaników. W 1932 roku nazwę okrętu zmieniono na „Bouclier II”, by zrobić miejsce dla nowego torpedowca. 15 lutego 1933 roku w Tulonie jednostkę wycofano ze służby, po czym została tam złomowana w latach 1933–1935.